# Santo Stefano Belbo
Santo Stefano Belbo é uma comuna italiana da região do Piemonte, província de Cuneo, com cerca de 4.036 habitantes. Estende-se por uma área de 23 km², tendo uma densidade populacional de 175 hab/km². Faz fronteira com Calosso (AT), Camo, Canelli (AT), Castiglione Tinella, Coazzolo (AT), Cossano Belbo, Loazzolo (AT), Mango.

## Demografia
| Variação demográfica do município entre 1861 e 2011                               |
|                                                                                   |
| Fonte: Istituto Nazionale di Statistica (ISTAT) - Elaboração gráfica da Wikipedia |